# Gavrana conica
Gavrana conica är en stekelart som beskrevs av Ian D. Gauld 1984. Gavrana conica ingår i släktet Gavrana och familjen brokparasitsteklar. Inga underarter finns listade i Catalogue of Life.